# Арсе (Вијена)
Арсе (фр. Arçay) насеље је и општина у западној Француској у региону Поату-Шарант, у департману Вијена која припада префектури Шателро.
По подацима из 2011. године у општини је живело 403 становника, а густина насељености је износила 28,68 становника/km². Општина се простире на површини од 14,05 km². Налази се на средњој надморској висини од 78 метара (максималној 122 m, а минималној 50 m).

## Демографија
| 1962. | 1968. | 1975. | 1982. | 1990. | 1999. | 2011. |
| ----- | ----- | ----- | ----- | ----- | ----- | ----- |
| 427   | 503   | 423   | 446   | 419   | 406   | 403   |

График промене броја становника у току последњих година